# アンネ・マテス
アンネ・マテス（Anne Matthes、女性、1985年4月30日 - ）は、ドイツの元インドアバレーボール選手。現ビーチバレー選手。インドア時代のポジションはウィングスパイカー。元インドアドイツ代表。

## 来歴
2007年、バレーボールドイツ女子代表に初選出される。翌年のワールドグランプリ2008で代表デビューした。
2009年のワールドグランプリでは7年ぶりの表彰台となる銅メダルを獲得した。2010年の世界選手権、2011年のワールドカップなどにも出場した。
2013年のモントルーバレーマスターズでは主将を務めた。同年、インドアからビーチバレーへ転向した。

## 球歴
- 世界選手権 - 2010年（7位）
- ワールドカップ - 2011年（6位）
- 欧州選手権 - 2009年（4位）、2011年（2位）
- ワールドグランプリ - 2008年（8位）、2009年（3位）、2010年（9位）、2011年（13位）、2012年（7位）

## 所属クラブ
- ドレスナーSC（2002-2009年）
- Volley 2002 Forlì（2009-2010年）
- Pallavolo Femminile Matera（2010-2011年）
- ドレスナーSC（2011-2013年）